# Ernest Boulanger
Ernest Boulanger (* 16. September 1815 in Paris; † 14. April 1900 ebenda) war ein französischer Komponist.

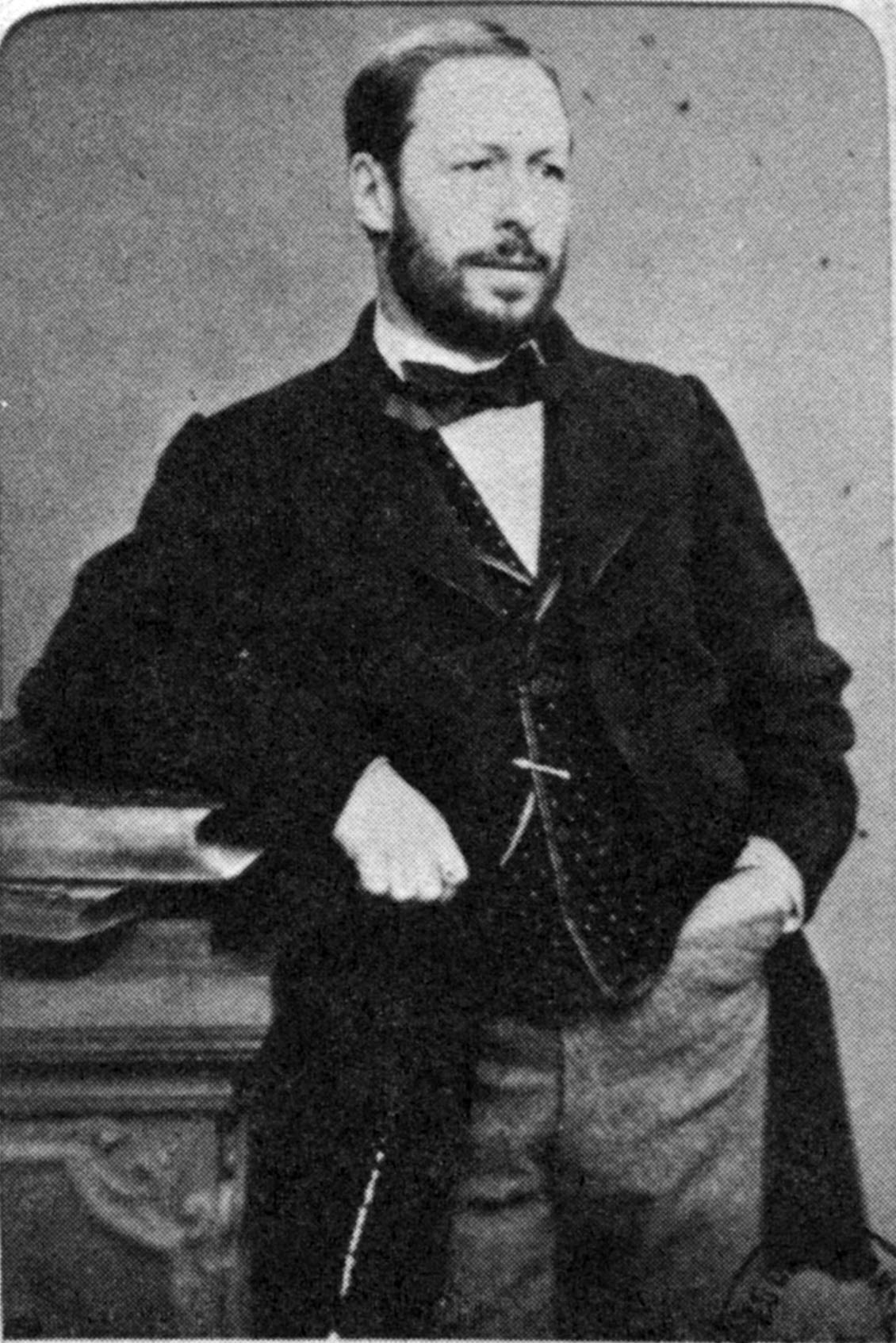
Ernest Boulanger

## Leben
Ernest Boulanger stammte aus einer Musikerfamilie. Sein Vater Frédéric Boulanger war Cellist und Gesangslehrer am Pariser Konservatorium, seine Mutter Marie-Julie Hallinger war Sängerin am Théâtre de l’Opéra-Comique in Paris. Ernest Boulanger heiratete die Sängerin Raïssa Myschetskaja (1858–1935) und wurde Vater der Komponistinnen Nadia und Lili Boulanger.
Ernest Boulanger studierte am Pariser Konservatorium und gewann im Alter von 19 Jahren mit seiner Kantate Achille den Grand Prix de Rome, der ihm einen Aufenthalt in der Villa Medici in Rom sowie ein Stipendium sicherte. Ab 1842 begann Ernest Boulanger sich in Pariser Musikkreisen besonders mit seinen Opernkompositionen sowie als Dirigent einen Namen zu machen. 1870 wurde Ernest Boulanger zum Ritter der Ehrenlegion geschlagen. 1871 wurde er Professor für Gesang am Konservatorium. Dort lernte er Raïssa Myschtschetskaja kennen, die er 1877 heiratete. 1881 wurde er in die Académie des Beaux Arts aufgenommen.
Ernest Boulanger bewegte sich in Pariser Künstlerkreisen und war unter anderen mit Charles Gounod, Jules Massenet, Camille Saint-Saëns und dem Architekten William Bouwens (1834–1907) befreundet.

## Werke (Auswahl)

### Opern
- Le Diable à l’École (Libretto von Eugène Scribe) (1842)
- Les Deux Bergères (1843)
- La Cachette (1847)
- Le 15 Août au champs (1852) (Libretto von Michel Carré)
- Les Sabots de la Marquise (1854) (Libretto von Michel Carré und Jules Barbier)
- L’Éventail (1860) (Libretto von Michel Carré und Jules Barbier)
- Don Quichotte (1896) (Libretto von Michel Carré und Jules Barbier)
- Don Mucarde (1902) (Libretto von Michel Carré und Jules Barbier)